# Conophytum lithopsoides
Conophytum lithopsoides är en isörtsväxtart. Conophytum lithopsoides ingår i släktet Conophytum, och familjen isörtsväxter.

## Underarter
Arten delas in i följande underarter:
- C. l. boreale
- C. l. koubergense
- C. l. lithopsoides